# Bolladello
Bolladello is een plaats (frazione) in de Italiaanse gemeente Cairate.